# Una sgommata e via
Una sgommata e via è il sesto album di Paola Turci, pubblicato nel 1995 dall'etichetta discografica BMG.

## Descrizione
Uscito due anni dopo un grave incidente automobilistico di cui è stata vittima l'artista. Sonorità rock e testi grintosi sono l'elemento di distinzione di questo lavoro discografico.
Anticipato dal singolo Una sgommata e via, scritto per lei da Vasco Rossi, l'album contiene due cover di due brani noti degli anni sessanta: E se ci diranno, rifacimento dell'omonima canzone di Luigi Tenco datata 1966, e Oh...oh, oh, oh, oh, cover del brano dei Led Zeppelin D'yer Mak'er.
Da segnalare anche Nosy Be, brano scritto dalla cantante stessa e dedicato all'omonimo villaggio, e l'intima Qualcosa è cambiato.
Tra i musicisti che suonano per lei figura Demo Morselli, Alessandro Magri alle tastiere e programmazione computer, Roberto Drovandi al basso, Lele Melotti alla batteria e Andrea Braido alle chitarre; nel coro figura, invece, Lalla Francia.

## Tracce
1. Una sgommata e via – 4:25
2. Allora balliamo – 4:34
3. Qualcosa è cambiato – 5:30
4. L'onda – 4:29
5. Nosy-Be – 4:40
6. Oh... oh, oh, oh, oh – 4:33
7. Una vita insieme – 4:54
8. E se ci diranno – 4:03
9. Una sgommata e via (remix) – 4:24
10. Muoviti – 5:11

## Formazione
- Paola Turci - voce, chitarra
- Mark Harris - pianoforte
- Claudio Golinelli - basso
- Daniele Morelli - chitarra ritmica
- Lele Melotti - batteria
- Alessandro Magri - tastiera, programmazione, organo Hammond
- Andrea Braido - chitarra
- Roberto Drovandi - basso
- Demo Morselli - tromba
- Ambrogio Frigerio - trombone
- Daniele Comoglio - sax